# Institut Ramon Llull
|  | No s'ha de confondre amb Fundació Ramon Llull, Federació Llull, o IES Ramon Llull. |

L'Institut Ramon Llull (IRL) és un consorci integrat per la Generalitat de Catalunya, el Govern de les Illes Balears i l'Ajuntament de Barcelona que té com a finalitat la projecció i difusió exterior de la llengua i la cultura catalanes en totes les seves expressions. Per al compliment dels seus objectius, l'Institut ha de donar suport a les polítiques de relacions exteriors en l'àmbit cultural de les institucions consorciades.

## Història
La Generalitat de Catalunya i la Comunitat Autònoma de les Illes Balears van crear l'Institut Ramon Llull mitjançant conveni de 5 d'abril de 2002, que es va publicar per mitjà de la Resolució PRE/1128/2002, de 30 d'abril. L'objectiu era crear una eina per a la projecció exterior de la llengua catalana, la cultura que s'hi expressa i tota la producció cultural d'aquests dos territoris que no té estrictament una base lingüística. També com una eina per consolidar i aprofundir les relacions entre els diversos territoris que comparteixen aquesta llengua. L'Institut va adoptar la forma jurídica de consorci entre les dues administracions públiques esmentades. L'administració central va anunciar que hi donaria suport mitjançant l'Instituto Cervantes. El 3 de juny de 2002 es va crear un patronat inicial format per vint-i-un intel·lectuals del país, en representació de les lletres, la filologia i la cultura catalanes: Antoni Badia i Margarit, Joaquim Molas, Miquel Batllori, Baltasar Porcel, Sergi Belbel, Carme Riera, Josep Joan Bigas i Luna, Martí de Riquer, Maria del Mar Bonet, Xavier Rubert de Ventós, Anthony Bonner, Sebastià Serrano, Josep Carreras i Coll, Antoni Tàpies, Pere Gimferrer, Josep Termes, Isidor Marí i Mayans, Joan Triadú, Josep Massot i Muntaner, Marie Claire Zimmermann i Joan Francesc Mira i es va nomenar a Joan Maria Pujals com a primer director de la institució.

### Primers anys
El 2003, entre el 23 de juny i el 4 de juliol, Maria del Mar Bonet, la companyia Nats Nus, l'artista Eulàlia Valldosera, el pianista Albert Atenelle, i l'exposició Gaudí, un univers van fer d'ambaixadors de la cultura catalana a Rússia. L'arquitecte va ser el protagonista d'un Seminari. Un any després, el 2004, l'Institut Ramon Llull va ser protagonista de la Fira del llibre més important d'Amèrica Llatina. Entre el 27 Novembre i el 5 de desembre van ser 2004 convidats d'honor a la Feria del Libro de Guadalajara, on es van organitzar més d'un centenar d'actes, entre els quals destaca la Retrospectiva d'Antoni Tàpies al Museo de Arte de Zapopán.
El 2005 es va organitzar Veles e vents. Cultura Catalana a Nàpols, amb una exposició sobre La Divina Comèdia vista per Miquel Barceló, al Castel Nuevo, durant el mes d'octubre, que va fer de marc als concerts que Carles Santos i Raimon, a més de les actuacions d'Àngels Margarit, Roger Bernat i Pep Tosar van fer a Nàpols.
El 2006 Nova York es van organitzar un seguit de mostres culturals: una exposició del fotògraf Joan Fontcuberta, un cicle de cinema amb Isabel Coixet i Marc Recha, i el crític Romà Gubern, i un simposi de poesia amb la presència de nombrosos poetes i el crític Harold Bloom.

### Fira de Frankfurt

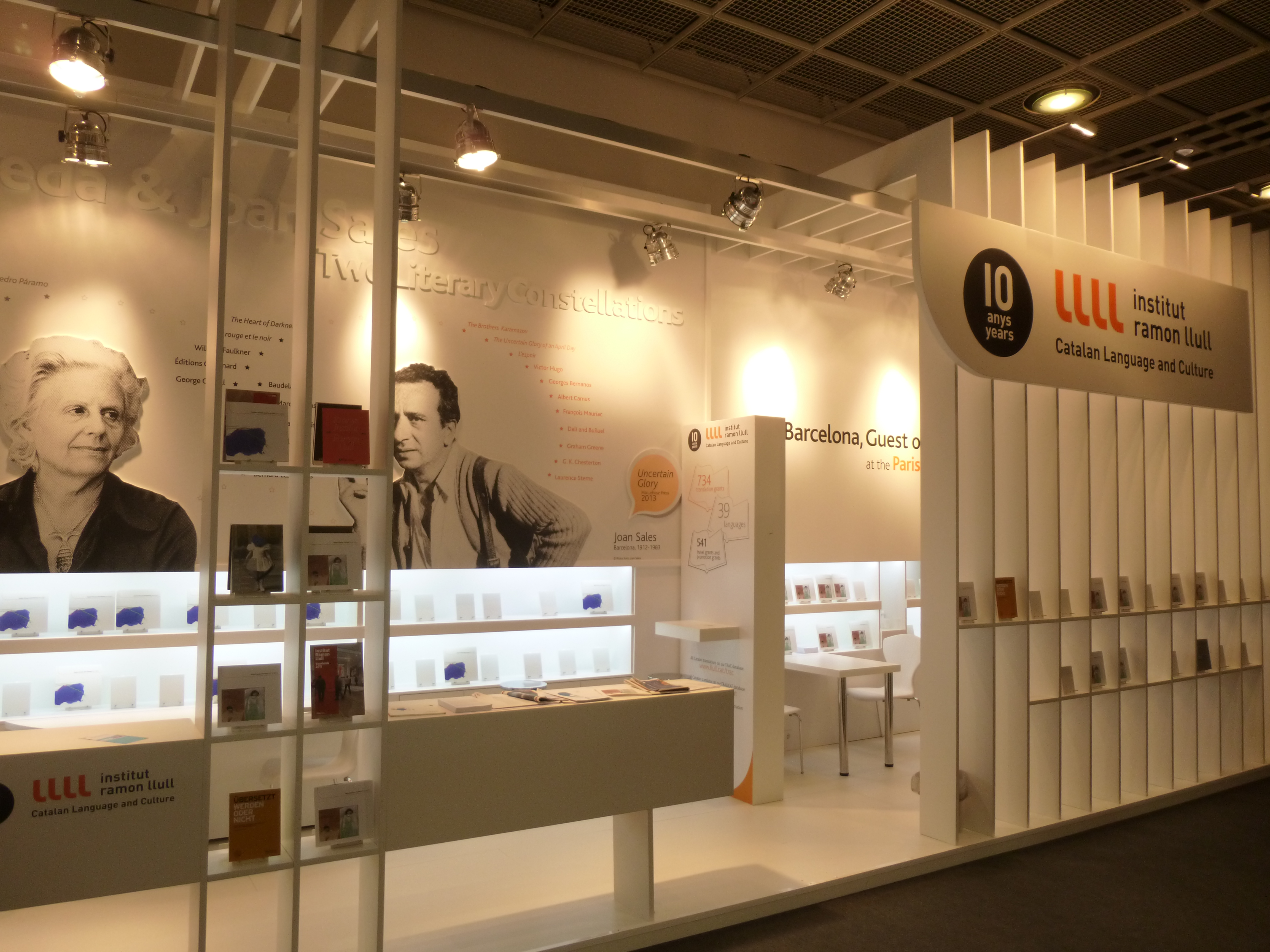
Presència a Frankfurt el 2012

Una fita en la història de l'Institut és haver aconseguit que la cultura catalana fos convidada d'honor a la Fira del llibre de Frankfurt en la seva edició de 2007. Hi van desembarcar 118 autors, 237 entitats i 5.719 persones vinculades al món cultural; s'hi van programar 95 actes, i 53 obres literàries van ser traduïdes del català a l'alemany. Alguns dels actes més celebrats van ser l'adaptació del Tirant lo Blanc dirigida per Calixto Bieito, el cicle Dance: meeting Catalan Culture, les exposicions Cultura Catalana, Singular i Universal i VisualKultur.cat, els Dies de l'Òpera Catalana i les Sónar Nits. Es va fer en col·laboració amb el govern andorrà i l'Institut Cervantes.
Un any després, el 2008, van organitzar la seva presència al Festival Internacional Cervantino, a Guanajuato. La presència catalanobalear va portar a Mèxic a Joan Manuel Serrat, Jordi Savall, Hespèrion XXI i la Capella Reial de Catalunya (en actuació conjunta amb Tembembé Ensemble Continuo), una exposició d'Agustí Centelles i la “Dansa de la Mort” de Verges. També es van repetir uns Catalan Days a Nova York, amb actuacions de jazz, teatre i dansa, un cicle de cinema amb el lema Clandestí, forbidden Catalan Cinema under Franco i, dins del marc del PEN World Voices Festival, va homenatjar-se Blai Bonet.

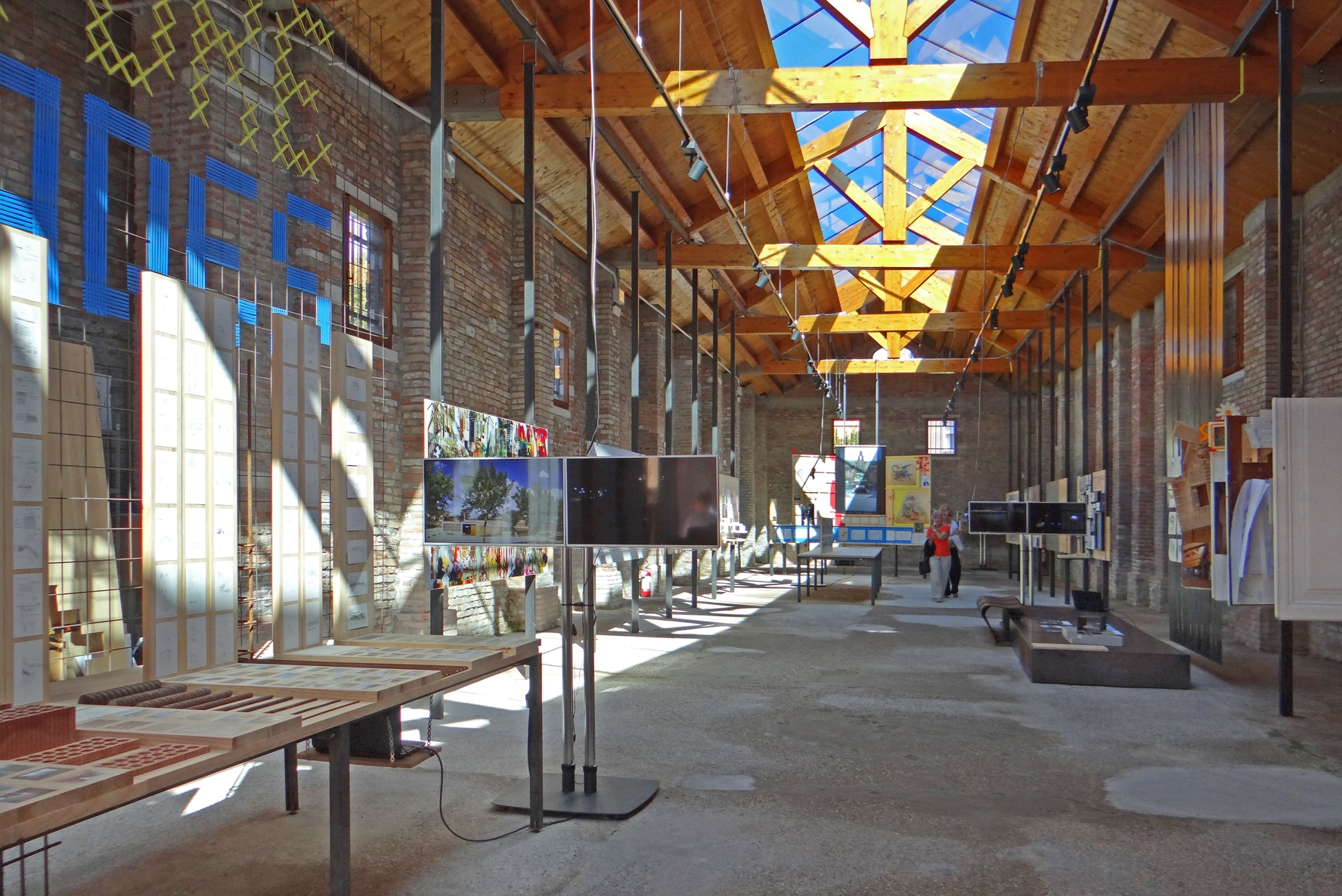
Pavelló de Catalunya a la Biennal de Venècia de 2014

El 2009 va tenir lloc la primera participació en la Biennal de Venècia. En el marc dels Eventi Collateralli, la 53a edició de la Bienale va comptar amb un pavelló català, amb l'exposició La comunitat inconfessable comissariada per Valentín Roma que van visitar 45.633 persones. En paral·lel es van programar diversos actes, com ara la jornada acadèmica Les ciutats inconfessables.

### Etapa 2010-2015
El 2010 amb el lema Le Catalan, la langue de 10 millions d'Européens, l'Institut Ramon Llull va posar l'accent català al cor de la capital francesa, entre el 3 i el 6 de febrer. Àmpliament difós pels mitjans locals, l'exposició de llengües i ensenyament va rebre 22.786 visites, comptava amb 200 exhibidors de 30 països diferents i va suposar una suma d'esforços entre diferents organismes i institucions catalanes, balears i valencianes. Un any després la cultura catalana va desembarcar a Londres, amb l'exposició Joan Miró: The Ladder of Escape a la Tate Modern com a far. Van acompanyar-lo espectacles de Tap Olé, Nats Nus Dansa, Sol Picó, concerts de Carles Benavent Quintet, Miguel Gómez Quartet, Colia Miralta Sambeat, Biel Ballester Trio, Mishima, Les Aus i Aias, entre altres actuacions. També van aconseguir ser presents al Festival Mundial de Teatre de Titelles de Charleville.

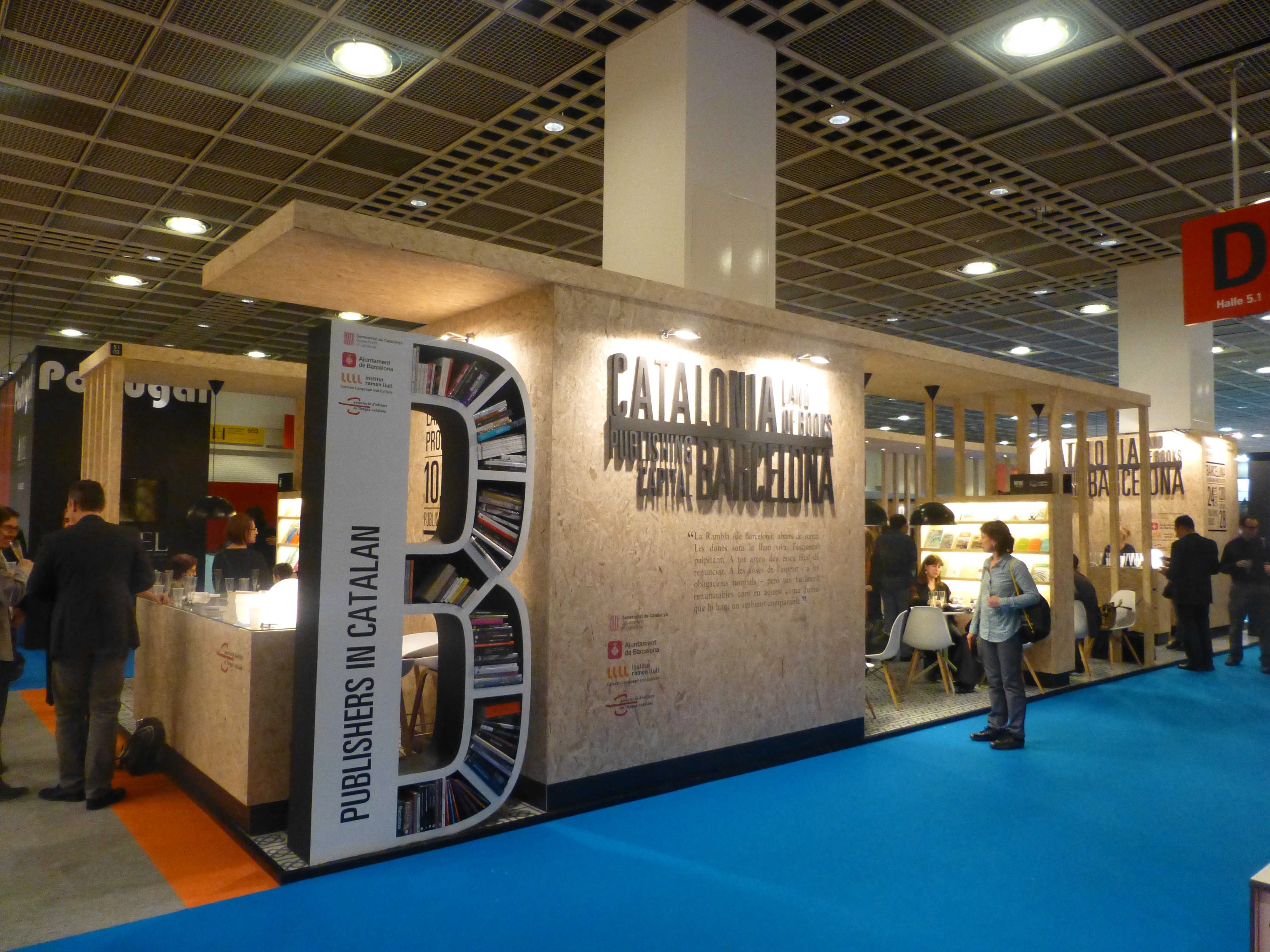
Fira de Frankfurt 2015

El 2012 es va organitzar una gira amb grups catalans, la Catalan Sounds on Tour que va visitar Canadà, Texas, Regne Unit i Mèxic. Una iniciativa que va dur a la Canadian Music Week (Toronto), al South by South West (Austin), a The Great Escape (Brighton) i al Vive Latino (Mexic DF) a grups com Manel, Seward, Mujeres, Ninette & The Goldfish, Els Amics del Bosc, Ferguson o Petit, entre d'altres. Aquell mateix any es va celebrar Avignon à la Catalane, amb vuit companyies de teatre catalanes i balears presents al Festival de Teatre OFF d'Avinyó, un dels més importants del món. Les companyies Pelmànec, EIA, Pere Faura, Alba Sarraute, Los Excéntricos, Cor de théatre, Katraska i Mariantònia Oliver van actuar en diversos espais de la ciutat. També es va iniciar la presència catalana a la Biennal d'Arquitectura de Venècia. Per primera vegada, Catalunya i les Illes Balears van comptar amb un pavelló propi en aquesta mostra vinculada a la Biennal d'Art. Entre el 29 d'agost i el 25 de novembre, en el marc del Eventi Collateralli, s'hi va poder visitar el projecte Vogadors, comissariat per Jordi Badia i Félix Arranz.
Entre els projectes més destacats que va desplegar l'IRL el 2013 destaquen la participació de Barcelona com a ciutat convidada al Saló del Llibre de París, amb la participació de més de vint autors que hi presentaven traduccions recents al francès; en el camp de les arts visuals, va destacar la participació amb pavelló propi a la Biennal d'Art de Venècia amb el projecte 25% de Francesc Torres i Mercedes Alvarez, comissariat per Jordi Balló; o el focus català al Festival de Música Contemporània de Huddersfield, un dels més prestigiosos d'Europa, amb la figura d'Hèctor Parra com a compositor resident; i també el fet que la cultura catalana fos la gran convidada al festival de Salisbury, amb presència d'una quinzena de companyies de teatre i grups de música.
Durant el 2014 els projectes principals van ser l'exposició Arquitectures empeltades / Grafting Architecture. Catalonia at Venice, a la Biennal d'Arquitectura de Venècia; la participació de Barcelona a la Beijing Design Week (BJDW); el programa multidisciplinari de Barcelona com a ciutat convidada a la Stockholm Kulturfestival (aquests dos darrers projectes, en col·laboració amb l'Ajuntament de Barcelona); Voices from Catalonia, el focus de literatura catalana a la Fira del Llibre de Göteborg (Suècia); i la remarcable collita de traduccions a altres llengües d'obres escrites originalment en català.
El 2015 va ser l'any en què, a conseqüència del resultat de les eleccions autonòmiques del maig del mateix any, el nou Govern balear va sol·licitar el seu reingrés als òrgans de govern de l'IRL. A nivell d'internacionalització de la literatura catalana es va mantenir un bon nivell de traduccions amb 134 publicacions i es va celebrar un focus català a l'International Festival of Authors, a Toronto. Pel que fa a l'àmbit de la creació, cal destacar la participació de Catalunya, per quarta vegada consecutiva, a la Biennal d'Art de Venècia amb el projecte La singularitat d'Albert Serra i Juanola, comissariat per Chus Martínez,. També han tingut especial rellevància les participacions de grups i companyies catalanes al Summerstage Festival de Nova York, o al Festival Avignon le Off amb el projecte Avignon à la catalane; així com la presència del nostre disseny a la Business of Design Week de Hong Kong, amb l'Ajuntament de Barcelona. També es va iniciar la docència de català a la Universitat de São Paulo (Brasil) i a la Universitat d'Estudis Estrangers de Pequín, amb la qual cosa ja es va assolir la xifra de 150 universitats que conformen l'esmentada Xarxa Universitària d'Estudis catalans a l'exterior.
Durant el 2017 ha participat en la Biennal d'Arquitectura de Venècia amb Aftermath_Catalonia in Venice. Architecture beyond architects, comissariada per Jaume Prat, Jelena Proklopevic amb un projecte del realitzador Isaki Lacuesta, la participació de la literatura catalana com a convidada espacial a la Fira del Llibre de Varsòvia, l'organització de les activitats internacionals de l'Any Llull - 700 aniversari de la mort de Ramon Llull i la celebració de les 30es Jornades Internacionals per a professors de català a l'exterior a la Universitat Rovira i Virgili.
El 2017 va destacar la presència catalanobalear com a convidat d'honor a la Fira del Llibre Infantil i Juvenil de Bolonya, la participació en el Festival Momix de teatre infantil (Kingersheim-Alsàcia), amb una programació que va incloure companyies catalanes i balears. Un altre dels grans projectes per al 2017 va ser la participació de Barcelona com a ciutat convidada a la Biennal d'Arquitectura de Buenos Aires, en col·laboració novament amb l'Ajuntament de Barcelona, i un pla de residències artístiques.

## Presència governamental

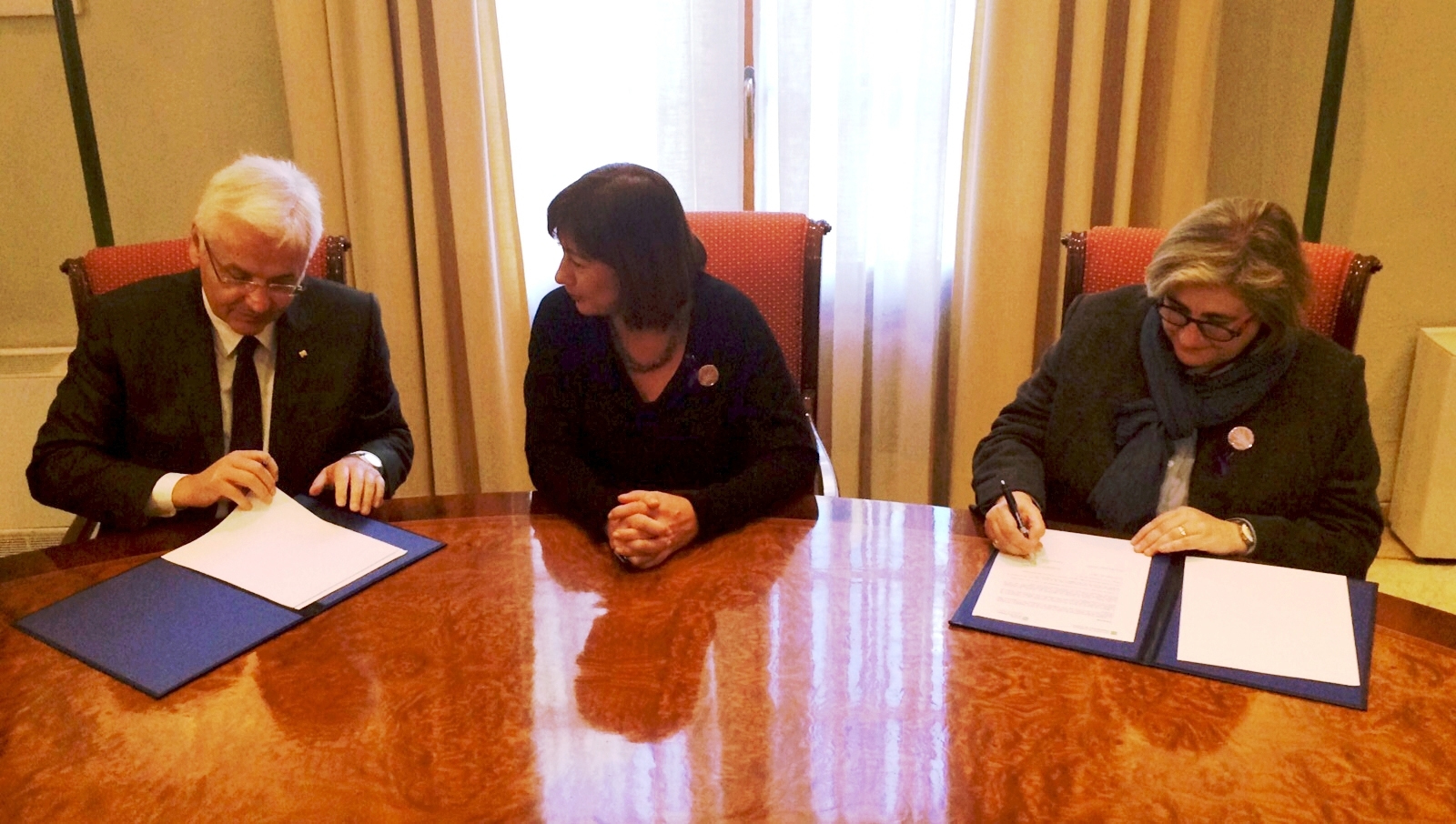
Signatura reingrés Balears a l'Institut Ramon Llull novembre 2015

El Govern Balear ha retirat diverses vegades la seva participació en aquest organisme. L'abril del 2002 el va fundar conjuntament amb la Generalitat de Catalunya. El 25 de juny de 2004, el Govern de les Illes Balears va acordar la seva separació de l'Institut. En conseqüència, el 26 d'abril de 2005, el Govern de la Generalitat va aprovar uns nous Estatuts del consorci, que es publicaren al DOGC mitjançant la Resolució CLT/1940/2005, de 6 de juny. En aquesta nova etapa l'Institut passà a ser integrat per la Generalitat de Catalunya i l'Institut d'Estudis Catalans. El Govern Balerar va crear l'Institut d'Estudis Baleàrics, amb unes funcions molt similars a les del Llull. El 16 de maig de 2008, la Comunitat Autònoma de les Illes Balears va acordar reincorporar-se a l'Institut Ramon Llull. El 9 de setembre de 2008, es va subscriure un conveni entre la Generalitat de Catalunya i la Comunitat Autònoma de les Illes Balears per fer efectiva la modificació dels Estatuts de l'Institut, la incorporació consegüent de la Comunitat Autònoma de les Illes Balears al consorci i la correlativa adhesió d'aquesta Comunitat als Estatuts esmentats. Durant aquest període la institució fou bicèfala i tenia una seu a Barcelona i una altra a Palma, ubicada al número 10 del carrer de la Protectora. Al seu torn, el Govern de la Generalitat va signar un acord amb el Govern Andorrà el 2008 per crear la Fundació Ramon Llull, institució independent però participada per l'Institut Ramon Llull i amb seu a Andorra.
Anys després, el 7 de desembre de 2012, el Govern de les Illes Balears va acordar la seva separació del consorci. La Junta Rectora de l'Institut Ramon Llull, en reunió del 12 de desembre de 2012, va acordar fer efectiva la separació de la Comunitat Autònoma de les Illes Balears del consorci en data 31 de desembre de 2012. Atesa la voluntat de l'Ajuntament de Barcelona d'incorporar-se a l'Institut, la Junta Rectora, en la mateixa reunió, va acordar modificar els Estatuts del consorci per tal de permetre la seva integració com a ens consorciat. L'Ajuntament de Barcelona també es va incorporar a la Fundació Ramon Llull. L'estiu de 2015, el Govern Balear va demanar tornar a ingressar en la institució, fet que es va formalitzar el 20 de maig de 2016.
Institucions participants
| Institució           | 2002                     | 2003                     | 2004                     | 2005                     | 2006                     | 2007                     | 2008                     | 2009                     | 2010                     | 2011                     | 2012                     | 2013                     | 2014                     | 2015                     | 2016                     | 2017                     | 2018                     |
| -------------------- | ------------------------ | ------------------------ | ------------------------ | ------------------------ | ------------------------ | ------------------------ | ------------------------ | ------------------------ | ------------------------ | ------------------------ | ------------------------ | ------------------------ | ------------------------ | ------------------------ | ------------------------ | ------------------------ | ------------------------ |
| Institut Ramon Llull | Generalitat de Catalunya | Generalitat de Catalunya | Generalitat de Catalunya | Generalitat de Catalunya | Generalitat de Catalunya | Generalitat de Catalunya | Generalitat de Catalunya | Generalitat de Catalunya | Generalitat de Catalunya | Generalitat de Catalunya | Generalitat de Catalunya | Generalitat de Catalunya | Generalitat de Catalunya | Generalitat de Catalunya | Generalitat de Catalunya | Generalitat de Catalunya | Generalitat de Catalunya |
| Institut Ramon Llull | Govern Balear            | Govern Balear            | Govern Balear            |                          |                          |                          | Govern Balear            | Govern Balear            | Govern Balear            | Govern Balear            | Govern Balear            |                          |                          | Govern Balear            | Govern Balear            | Govern Balear            | Govern Balear            |
| Institut Ramon Llull |                          |                          |                          |                          |                          |                          |                          |                          |                          |                          |                          | Ajuntament de Barcelona  |                          |                          |                          |                          |                          |
| Fundació Ramon Llull |                          |                          |                          |                          |                          |                          | Generalitat de Catalunya | Generalitat de Catalunya | Generalitat de Catalunya | Generalitat de Catalunya | Generalitat de Catalunya | Generalitat de Catalunya | Generalitat de Catalunya | Generalitat de Catalunya | Generalitat de Catalunya | Generalitat de Catalunya | Generalitat de Catalunya |
| Fundació Ramon Llull |                          |                          |                          |                          |                          | Govern d'Andorra         |                          |                          |                          |                          |                          |                          |                          |                          |                          |                          |                          |
| Fundació Ramon Llull |                          |                          |                          |                          |                          |                          |                          |                          |                          |                          |                          | Ajuntament de Barcelona  |                          |                          |                          |                          |                          |

## Seus i delegacions

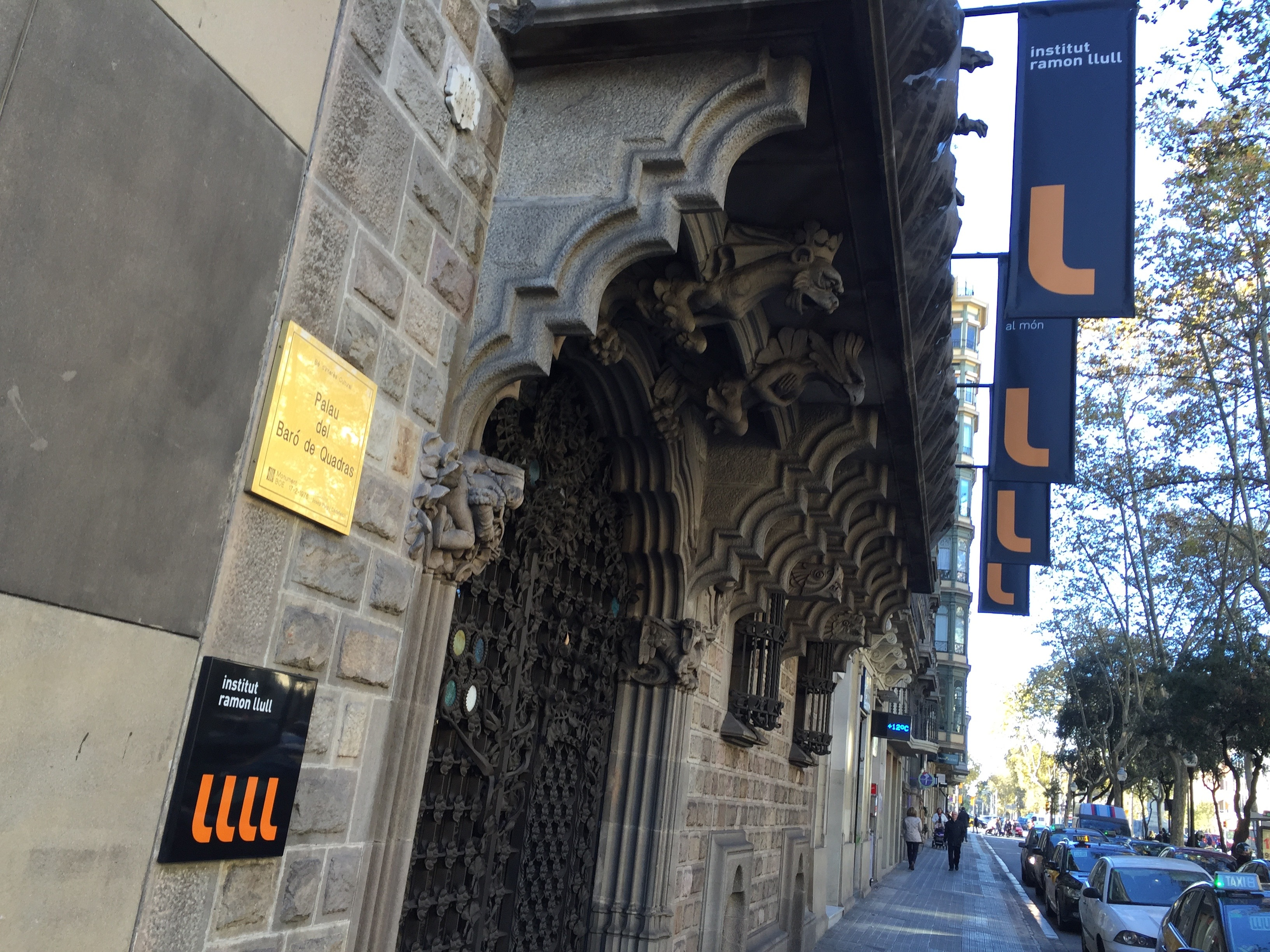
El Palau del Baró de Quadras

L'actual seu central de l'Institut Ramon Llull és, des de 2013, al Palau del Baró de Quadras, un edifici modernista construït per Josep Puig i Cadafalch entre 1904 i 1906. Està situat a l'avinguda Diagonal, 373 de Barcelona i és propietat de l'Ajuntament de Barcelona, qui en va cedir-ne l'ús un cop va entrar en els òrgans de govern de la institució.
El Baró de Quadras va encarregar a Puig i Cadafalch l'any 1900 la construcció de la seva nova casa de Barcelona després d'haver acabat el seu palau a Massanes. L'edifici està ubicat en un terreny estret amb façana a l'avinguda Diagonal i al carrer de Rosselló, amb dues façanes completament diferents. És fruit de la reforma d'una antiga casa de lloguer amb façana al carrer Rosselló, on encara són visibles alguns elements de l'estructura preexistent. La residència del Baró de Quadras s'instal·là a les plantes baixa i primera, destinant-se la resta a habitatges de lloguer. Així, els elements més importants de l'edifici són la façana a la Diagonal i als espais i decoració interior de la residència de baró.
Actualment, l'edifici és obert a visites guiades els dimecres i els dissabtes.
L'edifici ha sigut seu de diverses institucions com el Museu de la Música de Barcelona o la Casa Àsia. L'Institut Ramon Llull s'hi va instal·lar el 2013. Anteriorment estava ubicat als baixos del carrer Diputació, 279, també a Barcelona. Quan hi ha tingut representació el Govern Balear, l'Institut hi ha tingut seu a Palma, primer al carrer Capità Salom, 29 i posteriorment al Carrer la Protectora, 10. Actualment (2018) no té seu representativa a Palma.
A més l'Institut Ramon Llull compta amb oficines a Berlín, Londres, Nova York i París.

## Objectius
L'Institut Ramon Llull és un organisme públic creat amb l'objectiu de promoure a l'exterior els estudis de llengua i cultura catalanes en l'àmbit acadèmic, la traducció de literatura i pensament escrits en català, i la producció cultural catalana en altres àmbits com el teatre, el cinema, el circ, la dansa, la música, les arts visuals, el disseny o l'arquitectura.
Amb aquesta finalitat, l'Institut subscriu acords amb universitats de l'exterior per tal de promoure-hi la docència d'estudis catalans i coordina i ofereix suport a centres amb presència dels estudis catalans a tot el món. En paral·lel, secunda les associacions internacionals de catalanística i estimula els estudis avançats i la recerca lingüística en universitats de prestigi. Com a organisme oficial de certificació dels coneixements de català a l'exterior, organitza proves per a acreditar els diferents nivells, d'acord amb el Marc europeu comú de referència per a les llengües.
En un altre àmbit d'actuació, l'Institut Ramon Llull impulsa la traducció d'obres literàries i de pensament escrites en català, ajudant els editors en altres llengües que les publiquen i els traductors. Es facilita el diàleg i l'intercanvi entre assagistes i investigadors en llengua catalana amb els seus interlocutors d'altres llengües, de la mateixa manera que s'afavoreix la projecció de les revistes de pensament i cultura en català, promovent l'intercanvi amb les d'altres països.
Finalment, l'Institut Ramon Llull es preocupa de difondre el conjunt de la literatura catalana en fires del llibre i d'assegurar la presència d'artistes de Catalunya en programes destacats de la creació contemporània internacional, treballa perquè la cultura catalana sigui present en festivals i fires de ressò mundial; participa en esdeveniments culturals en ciutats estratègiques i capdavanteres en diferents àmbits de la creació; i promou intercanvis entre el sector creatiu local i l'internacional amb visites de comissaris, crítics, programadors, editors i agents estrangers per assistir a festivals, exposicions, estrenes, concerts o conferències a Catalunya.

## Activitats
L'IRL desenvolupa les seves activitats a través de les àrees de Llengua i Universitats, Creació i Literatura i Pensament.
- Creació: L'Institut promou la projecció internacional de les arts visuals, l'arquitectura, les arts escèniques, la música i el cinema català. Difon al món la cultura catalana d'excel·lència dissenyant i organitzant esdeveniments artístics en ciutats estratègiques i capdavanteres en els diversos àmbits de la creació. Impulsa la presència d'artistes catalans en programacions destacades de la creació contemporània internacional mitjançant acords específics de col·laboració amb festivals, institucions, mostres internacionals, centres d'arts i museus. Promou l'intercanvi entre el sector creatiu local i internacional mitjançant l'organització de visites de comissaris, crítics i programadors estrangers i estatals perquè assisteixin a festivals, fires, exposicions, estrenes, concerts, etc. Informa sobre la creació contemporània per mitjà de la publicació de materials específics de promoció (arts visuals;[16] música;[17] teatre:[18] i Catalan Performing Arts) i de l'assistència a fires i mercats sectorials. Afavoreix la mobilitat internacional dels artistes a través d'ajuts al desplaçament per a actuacions dins el circuit professional.
- Àrea de Literatura i Pensament: L'Institut impulsa la publicació en altres llengües d'obres de literatura i de pensament originals en català, posant una atenció especial als clàssics, a través del suport als editors que publiquen obres traduïdes. Fomenta la difusió exterior dels autors i les obres per tal d'incrementar-ne la visibilitat en el context literari internacional i la participació en intercanvis literaris i culturals, i organitza la presència de la literatura catalana a fires del llibre. Dona suport a la tasca dels traductors literaris del català per tal de contribuir a la qualitat de les traduccions, a la seva formació continuada i al reconeixement de la seva feina. Facilita el diàleg i l'intercanvi entre assagistes i investigadors en llengua catalana i els seus interlocutors estrangers, per tal de fomentar la internacionalització del pensament i de la recerca. Afavoreix la projecció internacional de les revistes de pensament i cultura en català a través de l'intercanvi amb les revistes homòlogues d'altres països.

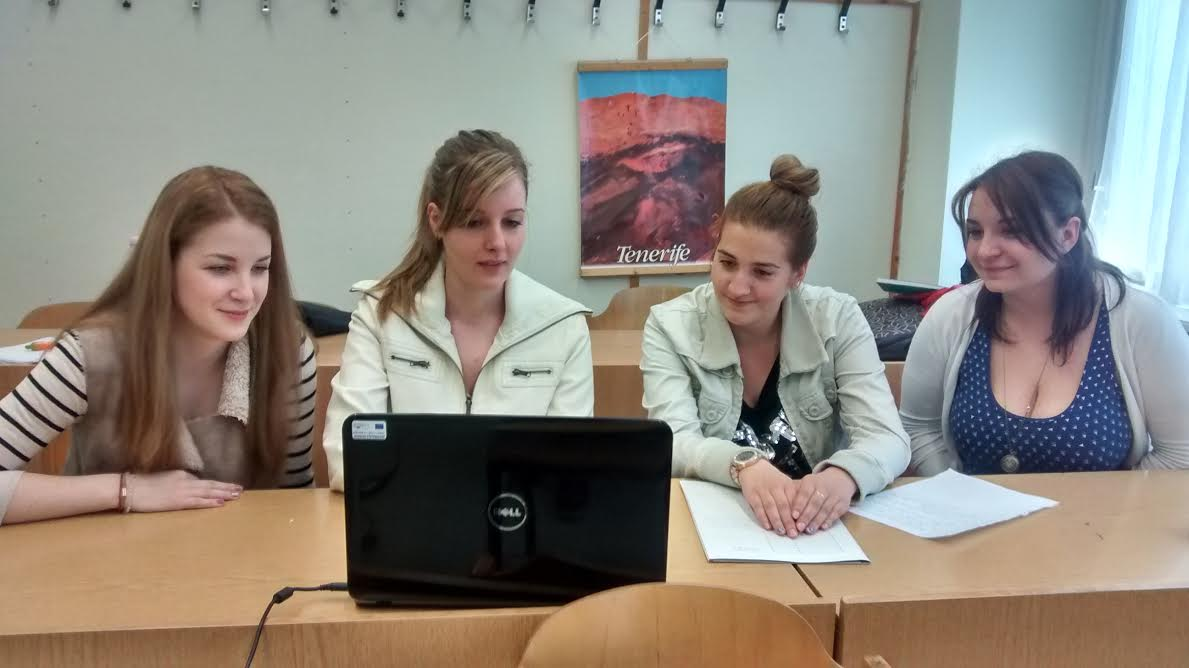
Estudiants de català a l'exterior a la participació de la Viquimarató de Ramon Llull

- Estudiants de català a l'exterior a la participació de la Viquimarató de Ramon LlullÀrea de Llengua i Universitats: L'Institut promou els estudis de llengua i cultura catalanes a les universitats de l'exterior, entre els quals hi ha estudis de català als EUA, a Europa o a l'Àsia. Subscriu acords amb les universitats de l'exterior per a la implantació o la consolidació d'estudis catalans, i dona suport a les universitats, el professorat i els estudiants per mitjà de diversos programes i línies d'ajuts. Fomenta els estudis avançats i la recerca sobre la llengua i la cultura catalanes a través de centres d'estudi i càtedres de professors visitants en universitats de prestigi reconegut, i dona suport a les iniciatives de les associacions internacionals de catalanística. Com a organisme oficial de certificació dels coneixements de català a l'exterior, organitza convocatòries de proves que permeten acreditar-ne els diferents nivells, d'acord amb el Marc europeu comú de referència per a les llengües. Amb l'objectiu de garantir la qualitat de la docència, ofereix formació permanent al professorat i promou accions adreçades als estudiants de l'exterior per tal que completin la seva formació lingüística. Impulsa la realització d'activitats acadèmiques i culturals a les universitats de l'exterior per tal d'afavorir la difusió de la llengua i la cultura catalanes.[19]

## Directors

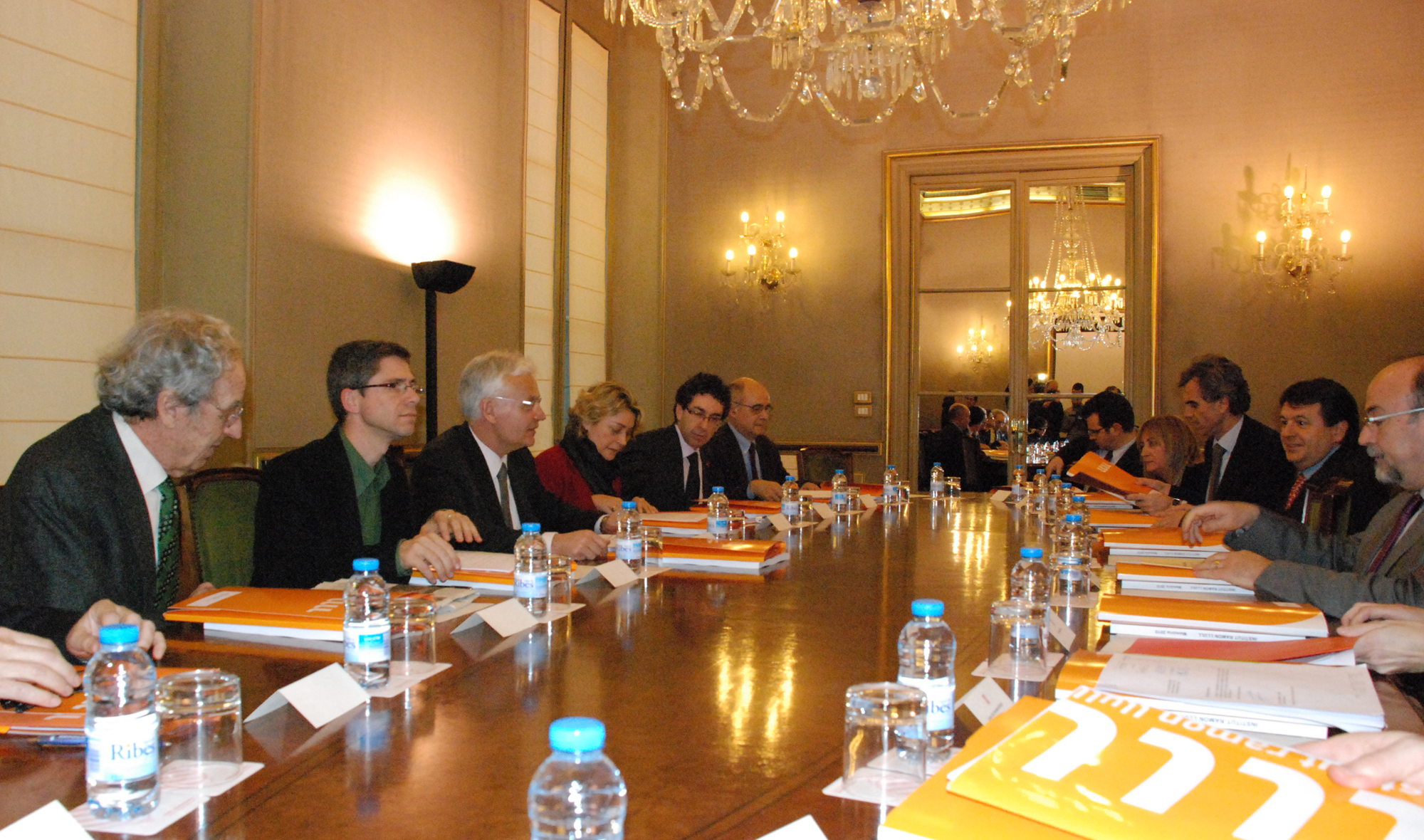
Reunió del consell de direcció el 2011

- Joan Maria Pujals i Vallvé (2002 – 2004)[20][21]
- Xavier Folch i Recasens (2004 – febrer de 2006)[22]
- Emili Manzano i Mulet (març de 2006 – 13 de desembre de 2006)[23]
- Josep Bargalló i Valls (13 de desembre de 2006 – 31 de gener de 2011)[24]
- Vicenç Villatoro i Lamolla (31 de gener de 2011 – 3 d'octubre de 2013)[25][26]
- Àlex Susanna i Nadal (3 d'octubre de 2013 – març 2016)[26]
- Manel Forcano i Aparicio (març 2016-setembre 2018)[27]
- Iolanda Batallé i Prats (setembre 2018 - juny de 2021)
- Francesc Serés Guillén (juny 2021 - novembre de 2021)[28]
- Pere Almeda Samaranch (novembre de 2021 - actualitat)

## Premi Internacional Ramon Llull
La institució va crear el 2004 el Premi Internacional Ramon Llull, amb l'objectiu de reconèixer la tasca de persones i institucions que han contribuït a la difusió de la llengua catalana i de la realitat historico-cultural catalanes o a la defensa de les cultures i nacions sense estat. Guanyadors:
- 2004 — Giuseppe Tavani
- 2005 — Paul Preston
- 2006 — Tilbert Stegmann
- 2007 — Alan Yates
- 2008 — Michael van Walt van Praag
- 2009 — Denise Boyer
- 2010 — Malika Ahmed
- 2011 — Associazione Italiana di Studi Catalani
- 2012 — Georg Kremnitz
- 2013 — Max Wheeler
- 2014 — Juan Carlos Moreno Cabrera
- 2015 — Philip D. Rasico
- 2016 — Kathryn Woolard
- 2017 — Jon Landáburu Illarramendi
- 2018 — Artur Guerra
- 2019 — Ko Tazawa
- 2021 — Joseph Lo Bianco

## Premis i reconeixements
L'any 2009 l'Institut Ramon Llull va rebre el premi honorífic Octubre.